# Adam Beach
Adam Ruebin Beach  (ur. 11 listopada 1972 w Ashern (prow. Manitoba) – kanadyjski aktor nominowany do Złotego Globu. Jest  z pochodzenia Odżibwejem. Najlepiej znany jest z roli starszego szeregowego Iry Hayesa w filmie Sztandar chwały. Grał szeregowego Bena Yahzee w filmie Szyfry wojny, dr Charlesa Eastmana w Pochowaj me serce w Wounded Knee, Chestera Lake’a w Prawo i porządek oraz Tommy’ego, w Strażniku Teksasu.

## Życiorys
Urodził się w Ashern, w prowincji Manitoba. Dorastał ze swoimi dwoma braćmi w rezerwacie indiańskim Dog Creek. Gdy miał osiem lat, jego matka będąca w ósmym miesięcy ciąży, została zabita przez pijanego kierowcę. Wkrótce po wypadku, jego ojciec zginął podczas wodowania łodzi. Beach i jego bracia przenieśli się do Winnipeg, aby żyć z ciotką i wujem.
Beach ma dwóch synów ze swoją pierwszą żoną Meredith Porter. Noego Beach urodził się w 1996 r. i Luke Beach urodził się w 1998 roku. Beach i Porter rozwiedli się w 2002 roku. W lipcu 2003, ożenił się z Tarą Mason. Obecnie są rozwiedzeni. Adam oczekuje na swoje trzecie dziecko ze swoją obecną dziewczyną Lato.

## Nagrody i nominacje
Został nominowany do Złotych Globów 2008 dla najlepszego aktora miniserialu bądź filmu telewizyjnego za film Pochowaj me serce w Wounded Knee.

## Filmografia
- 1994 Squanto: A Warrior’s Tale jako Squanto
- 1995 Dance Me Outside jako Frank Fencepost
- 1998 Smoke Signals jako 	Victor Joseph
- 2001 Joe Dirt jako Kicking Wing
- 2001 Now & Forever jako John Myron
- 2002 Szyfry wojny jako szeregowy Ben Yahzee
- 2003 The Big Empty jako Randy
- 2006 Sztandar chwały jako Ira Hayes
- 2007 Pochowaj me serce w Wounded Knee jako Charles Eastman (Ohiyesa)
- 2007 Prawo i porządek: sekcja specjalna (Law & Order: Special Victims Unit) jako Det. Chester Jezioro
- 2008 Comanche Moon jako Blue Duck
- 2008 Turok: Syn Stone jako Turok
- 2011: Kowboje i obcy (Cowboys & Aliens) jako Nat Colorado